# حکایت‌های ناپسند
حکایت‌های ناپسند (ایتالیایی: Storie scellerate؛ ‏انگلیسی: Bawdy Tales) یک فیلم کمدی گروتسک ایتالیایی به کارگردانی سرجو چیتی است که در سال ۱۹۷۳ منتشر شد.

## گزیدهٔ بازیگران
- فرانکو چیتی
- نینتو داولی
- جاکومو ریتسو
- جانی ریتسو
- نیکولتا ماکیاولی